# Juan Carlos Vera Rivera
Juan Carlos Vera Rivera (* 5. Juli 1960 in La Calera) ist ein ehemaliger chilenischer Fußballspieler, der im offensiven Mittelfeld bzw. im Angriff agierte.

## Leben
Vera begann seine Profikarriere bei seinem Heimatverein Unión La Calera, bei dem er von 1982 bis 1984 unter Vertrag stand. Nach zwei kurzfristigen Stationen in seiner Heimat bei Audax Italiano und Huachipato Talcahuano wechselte er 1986 in die mexikanische Profiliga, wo er bis zum Ende seiner aktiven Laufbahn 1993 blieb.
Sein Debüt in der mexikanischen Profiliga gab er in einem am 1. November 1986 ausgetragenen Spiel für den Hauptstadtverein Cruz Azul gegen Chivas Guadalajara, in das er in der 63. Minute beim Stand von 1:3 (Endstand 1:5) eingewechselt wurde. Die beiden Vereine standen sich am Saisonende auch im Meisterschaftsfinale gegenüber, wo Chivas sich erneut durchsetzen konnte, Vera aber ohne Einsatz blieb.
In der darauffolgenden Saison 1987/88 war er Stammspieler bei Monarcas Morelia, wechselte jedoch zum Tampico-Madero FC, bei dem er zwei Jahre unter Vertrag stand, sich aber nicht durchsetzen konnte.
Zur Saison 1990/91 stieß er zu den UNAM Pumas, bei denen er erneut Stammspieler war und mit denen er den mexikanischen Meistertitel gewann. Nach nur einem Jahr wechselte er erneut und spielte diesmal regelmäßig für Atlas Guadalajara, ehe er für die Saison 1992/93 zu den Pumas zurückkehrte. In dieser Saison erzielte er insgesamt acht Treffer (sieben davon in der Punktspielrunde und einen in der Repechaje), so viel wie in keiner anderen Spielzeit in der mexikanischen Liga. Sein einziger „Doppelpack“ gelang ihm dabei ausgerechnet im Heimspiel gegen seinen vorherigen Arbeitgeber Atlas, das 2:2 endete.